# Estación Nivy

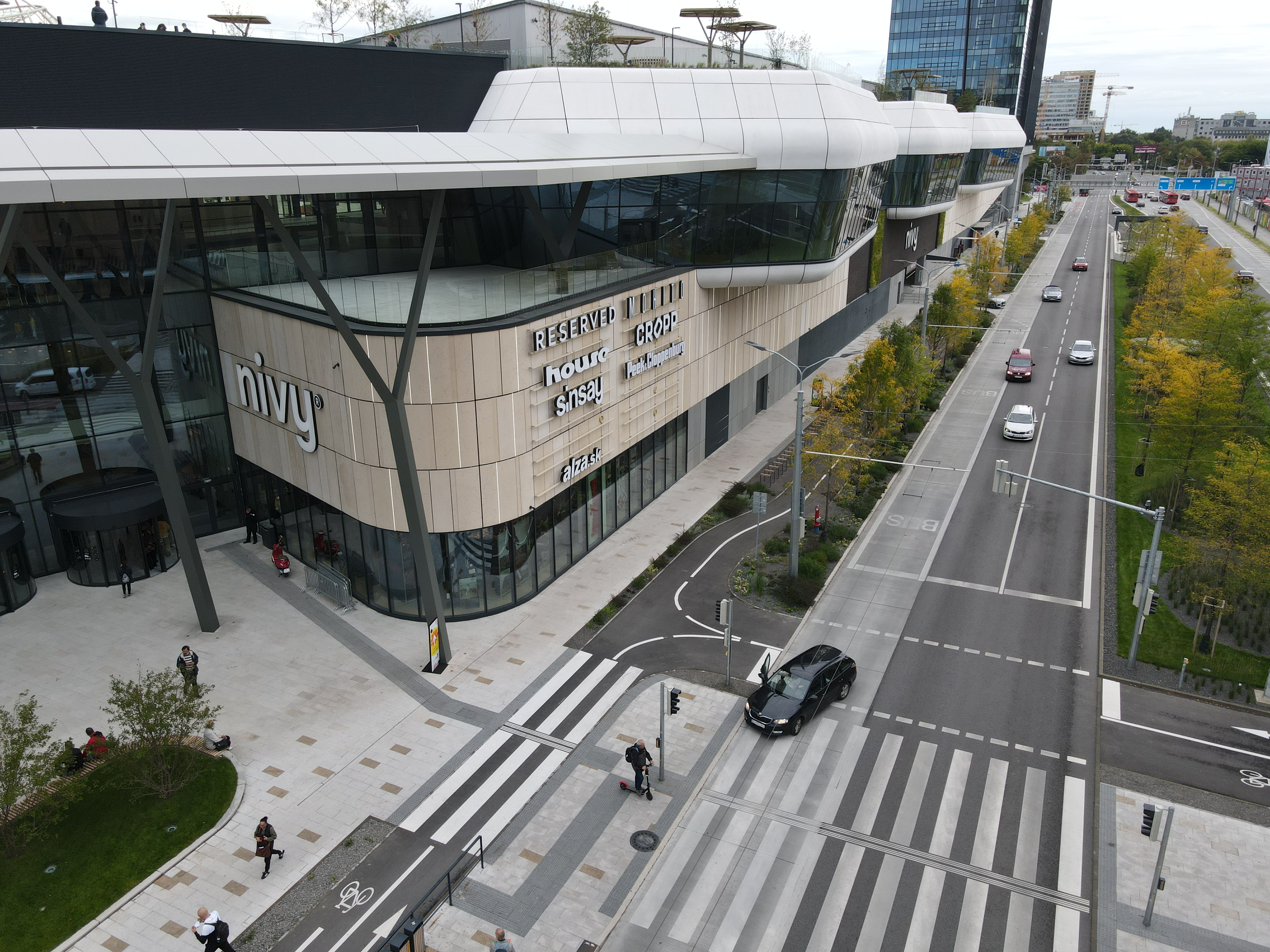
Estación Nivy, la entrada principal desde Mlynské nivy

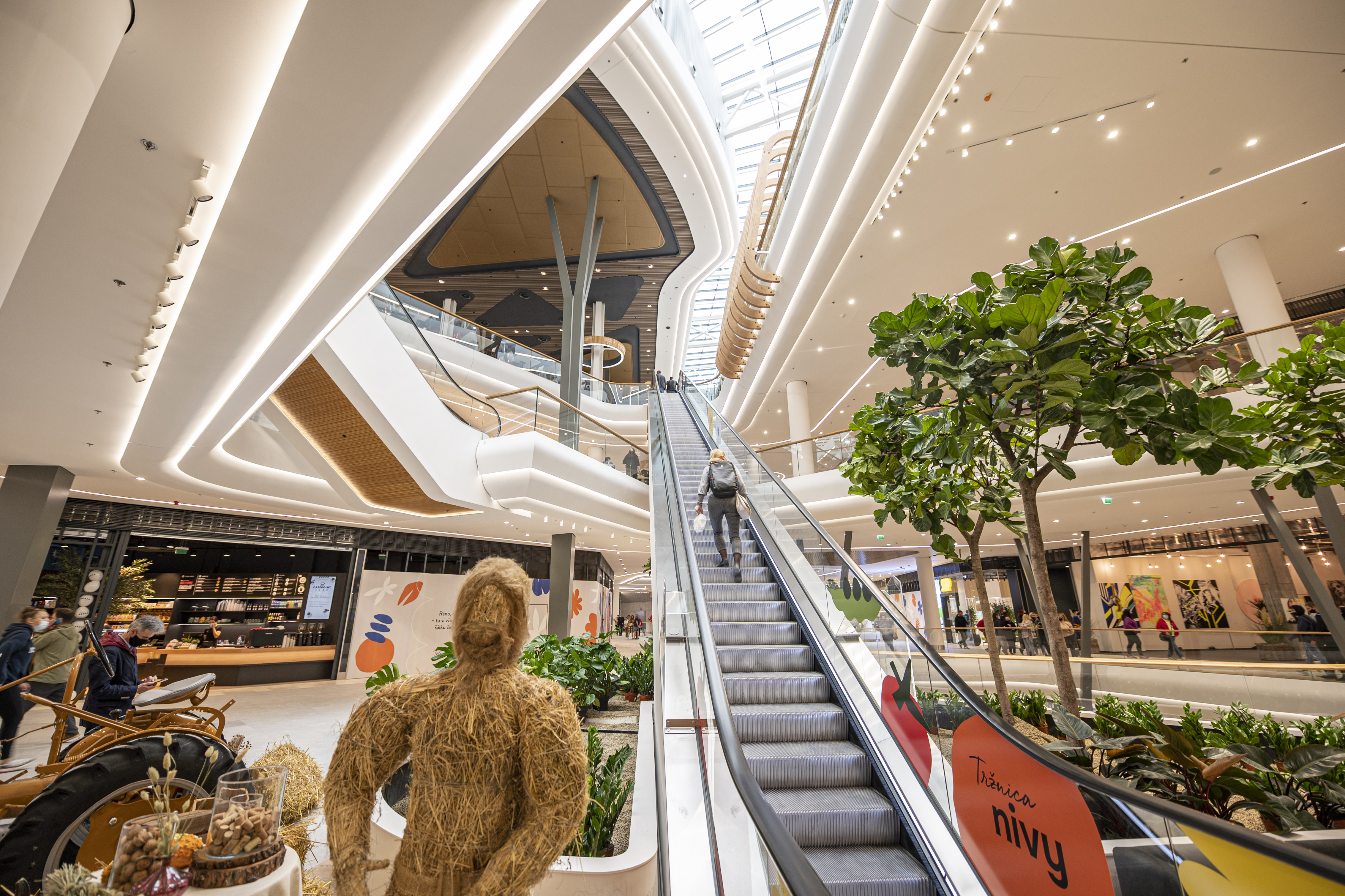
Interior de la estación

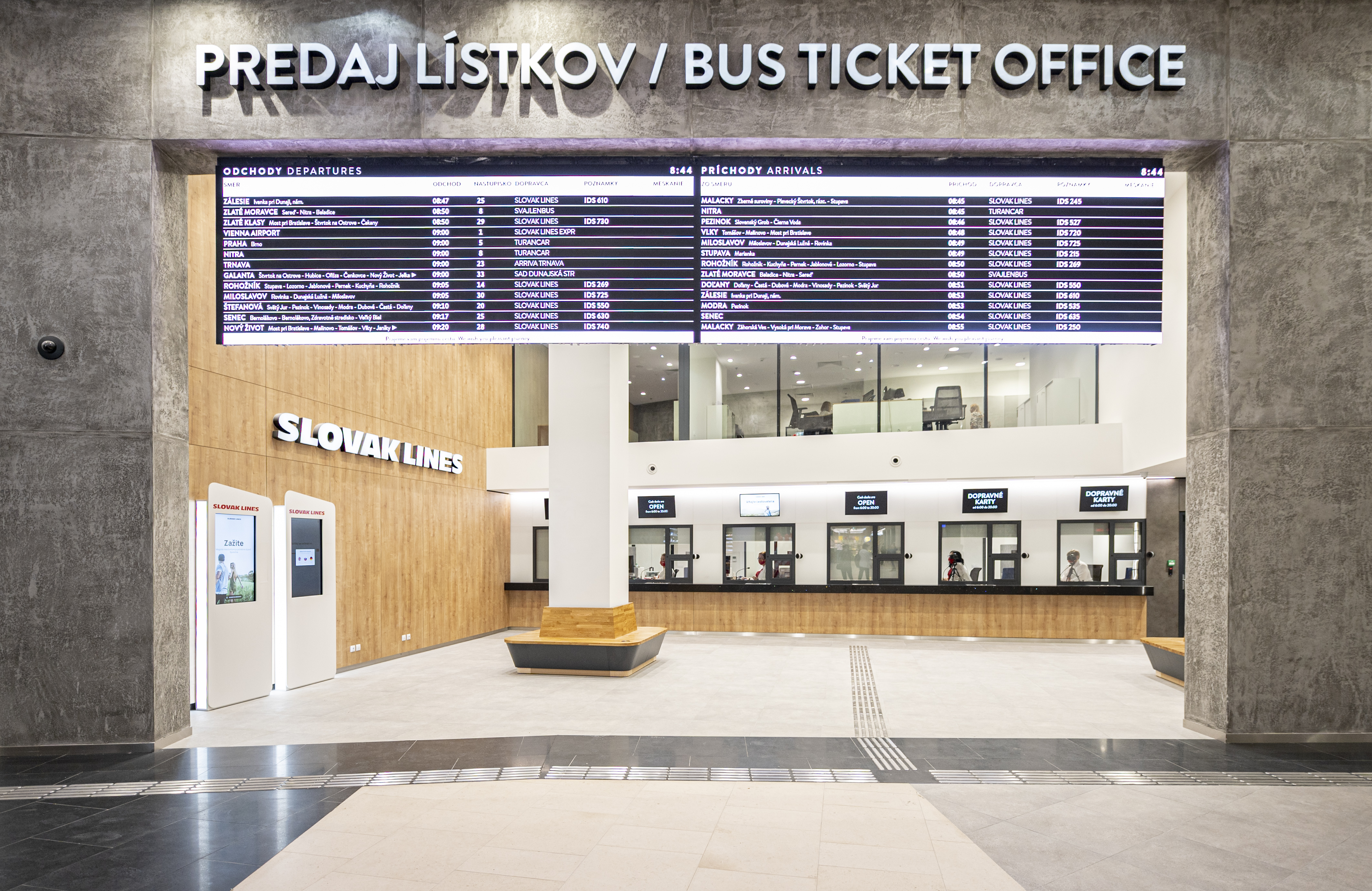
Taquillas de autobús

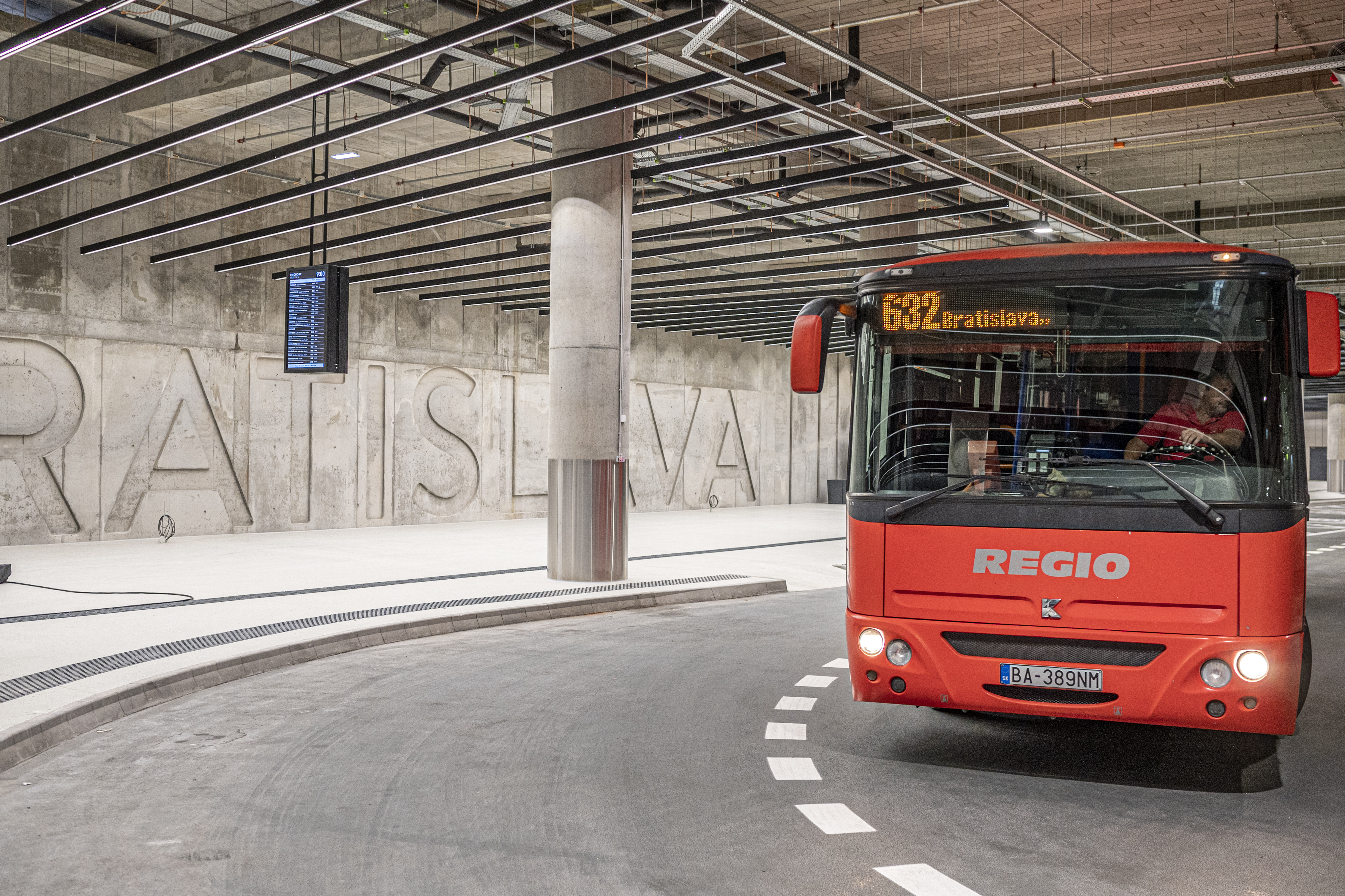
Estación de autobuses en la primera planta sótano

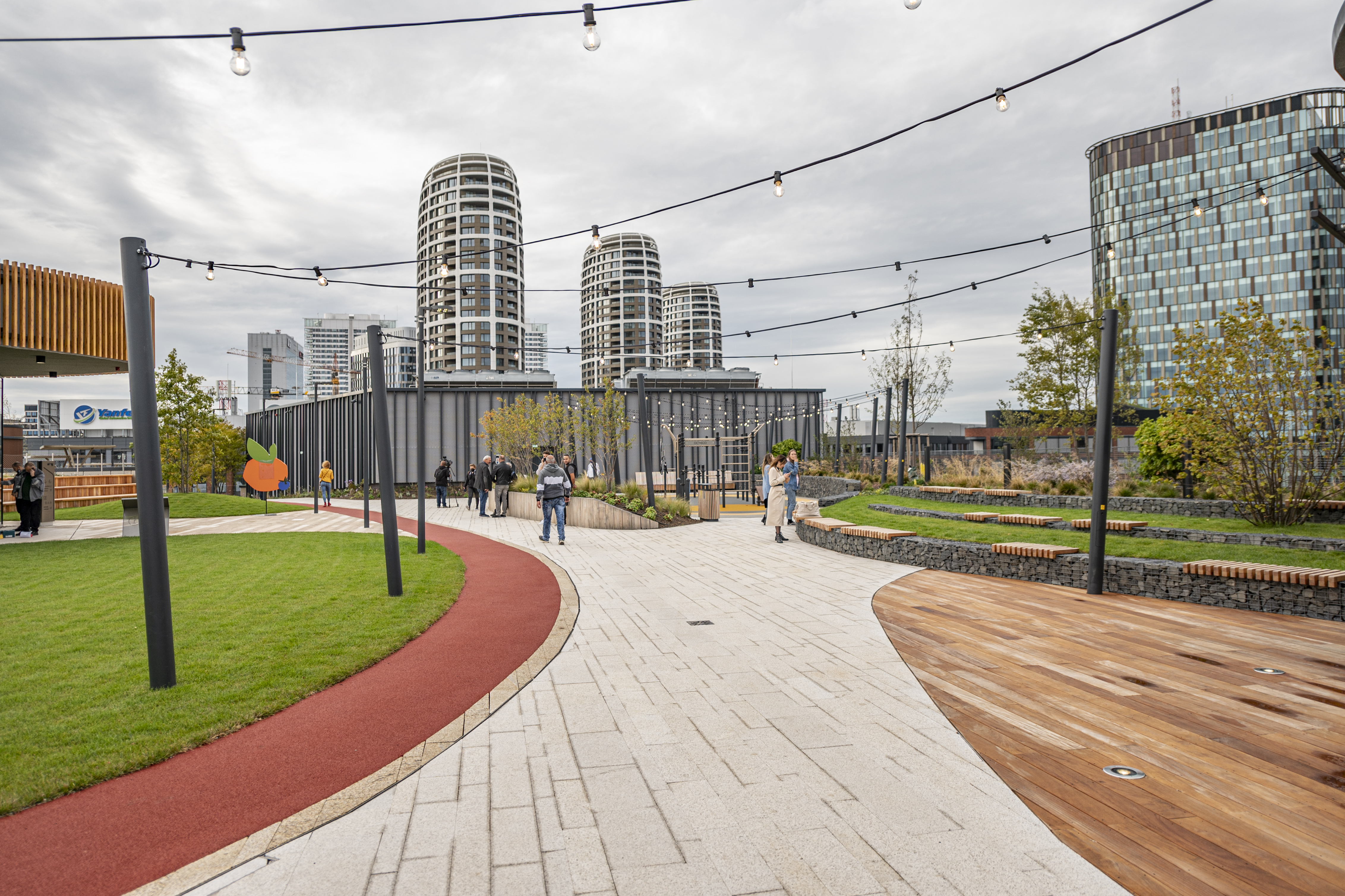
Techo verde con paisajismo

Estación Nivy (en eslovaco: Stanica Nivy), también conocido como Nivy Centrum, Estación de autobuses de Nivy (en eslovaco: Autobusová stanica Nivy), o sencillo Nivy, es un edificio multifuncional que consta de una estación de autobuses, un centro comercial y un mercado en Bratislava en Mlynské nivy en la subdivisión de la ciudad de Bratislava, Ružinov, en su barrio Nivy. La construcción está ubicada en el sitio de la estación principal de autobuses de Bratislava original, que fue demolida a fines de 2017 y la fecha de finalización provisional se fijó originalmente para 2020. Debido a  Pandemia de COVID-19, el término se ha movido, y por lo tanto la inauguración se llevará a cabo cuatro días a partir del 30 de septiembre de 2021. A las 3:00 a. m. del primer día de apertura de la estación, salió el primer bus de la estación. La construcción estuvo a cargo de la empresa  HB Reavis, que también participa en la construcción de una nueva zona urbana denominada Nové Nivy, en la que se ubica el complejo.

## Características
El edificio se distribuye en cinco plantas sobre rasante y dos bajo rasante. En la primera planta sótano habrá una superficie de unos 30.000 metros cuadrados propia de la estación, en el segundo aparcamiento. La estación de autobuses cuenta con más de 2.000 plazas de aparcamiento. Alrededor de la mitad de ellos están en el sótano. El edificio alberga muelles de autobuses y cajas registradoras, comercios, mercado y servicios en tres plantas y la cubierta verde del edificio con parque y aceras.  En el borde del complejo hay una torre de oficinas de 125 metros de altura llamada, que se lanzó junto con la inauguración del edificio de la estación de Nivy.

## Nota
1. ↑  «Nivy Centrum je pred otvorením, projekt zmení centrálnu Bratislavu». www.yimba.sk (en eslovaco). Consultado el 3 de septiembre de 2022.
2. 1 2  Ružinov (http://www.ruzinov.sk). «Autobusova stanica Nivy | Ružinov». Ružinov - oficiálna stránka mestskej časti. Consultado el 3 de septiembre de 2022.
3. 1 2  «Strategie - Nivy sú takmer vo finále. Fasády nového centra boli ukončené inštaláciou loga». strategie.hnonline.sk (en sk-sk). 22 de junio de 2021. Consultado el 3 de septiembre de 2022.
4. ↑  «Obnova Mlynských nív a výstavba autobusovej stanice idú podľa plánu». www.bakurier.sk (en eslovaco). Consultado el 3 de septiembre de 2022.
5. ↑  Aktuality.sk. «Moderná bratislavská autobusová stanica Nivy je už v plnej prevádzke (foto)». Aktuality.sk (en eslovaco). Consultado el 3 de septiembre de 2022.
6. ↑  «Výstavba Stanice Nivy a okolia napreduje. Pozrite si aktuálne fotografie». reality.trend.sk (en eslovaco). 7 de marzo de 2019. Consultado el 3 de septiembre de 2022.
7. ↑  a.s, SITA Slovenská tlačová agentúra (29 de septiembre de 2021). «Foto: S otvorením centra Nivy sa spustí aj prvý podzemný kruhový objazd». BratislavaDen.sk (en eslovaco). Consultado el 3 de septiembre de 2022.